# ISO 3166-2:TO
ISO 3166-2:TO is een ISO-standaard met betrekking tot de zogenaamde geocodes. Het is een subset van de ISO 3166-2 tabel, die specifiek betrekking heeft op Tonga.
De gegevens werden op 17 april 2007 door het ISO 3166 Maintenance Agency aangepast bij middel van een nieuwsbrief. Hiermee worden 5 divisies gedefinieerd.
Volgens de eerste set, ISO 3166-1, staat TO voor Tonga, het tweede gedeelte is een tweecijferig nummer (met voorloopnullen).

## Codes
| Code  | Naam      |
| ----- | --------- |
| TO-01 | 'Eua      |
| TO-02 | Ha'apai   |
| TO-03 | Niuas     |
| TO-04 | Tongatapu |
| TO-05 | Vava'u    |